# Joonas Kokkonen

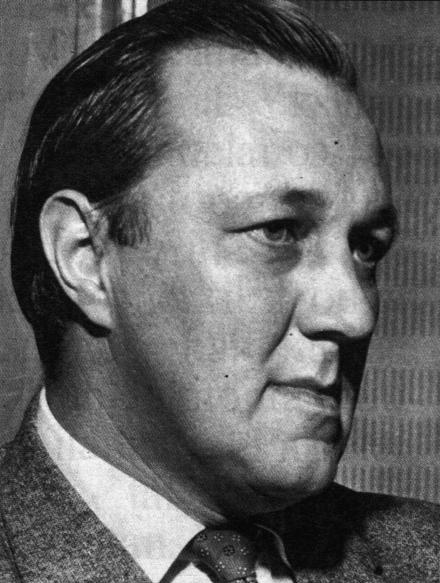
Joonas Kokkonen in den 1950er Jahren

Joonas Kokkonen [ˈjɔːnɑs ˈkɔkːɔnɛn]  (* 13. November 1921 in Iisalmi; † 2. Oktober 1996 in Järvenpää bei Helsinki) war ein finnischer Komponist.

## Leben
Kokkonen verbrachte den größten Teil seines Lebens in Järvenpää. Sein Studium führte ihn an die Universität Helsinki sowie zu Ilmari Hannikainen und Selim Palmgren an die Sibelius-Akademie, wo er später auch Komposition lehrte; zu seinen Studenten zählten unter anderem Aulis Sallinen, Erkki Salmenhaara und Paavo Heininen. Zusätzlich zu seiner Arbeit als Komponist war er als Vorsitzender oder Organisator wesentlich im finnischen Kulturleben engagiert, etwa an der Spitze von Organisationen wie der Gesellschaft Finnischer Komponisten und anderen. Seine Absicht war es stets, das musikalische Ausbildungsniveau zu heben, wie auch den Status und die Anerkennung der klassischen Musik und der finnischen Musik allgemein. In den 1960er und 1970er Jahren erhielt er zahlreiche Auszeichnungen für sein Werk.

## Werk
Kokkonen war einer der international berühmtesten finnischen Komponisten des 20. Jahrhunderts nach Sibelius. Trotz seines Studiums an der Sibelius-Akademie erlernte er die Komposition weitgehend autodidaktisch. Üblicherweise werden seine Kompositionen in drei Stilperioden eingeteilt: ein neoklassizistischer Frühstil von 1948 bis 1958, eine relativ kurze Mittelphase des zwölftönigen Stils zwischen 1959 und 1966 sowie eine späte „neo-romantische“ Stilphase mit freier Tonalität, die jedoch auch Aspekte früherer Schaffensphasen aufgreift; die letztere begann 1967 und dauerte bis zu seinem Lebensende an.
Die Mehrzahl seiner frühen Werke gehört der Kammermusik an und beinhaltet ein Klaviertrio (1948) und ein Klavierquintett; der Stil ist kontrapunktisch und beeinflusst von Bartók, greift aber auch auf Modelle der Renaissance und des Barock zurück. Während der zweiten Stilphase entstanden die ersten beiden seiner insgesamt vier Sinfonien (1960, 1961). Trotz Verwendung der Zwölftontechnik vermied er allzu große Strenge, was sich im gelegentlichen Gebrauch von Dreiklängen und Oktaven ausdrückt; er bevorzugte auch eine melodische Verwendung der Reihen, indem er den aufeinanderfolgenden Noten die gleiche Klangfarbe verlieh (viele andere Zwölftonkomponisten teilen eine Reihe zwischen unterschiedlichen Stimmen auf).
In der dritten Stilperiode schrieb Kokkonen die Werke, die ihn international bekannt machten: die beiden letzten Sinfonien (1967, 1971), ... durch einen Spiegel für zwölf Solostreicher und Cembalo (1977), das Requiem und die Oper Die letzten Versuchungen (1975) (Viimeiset kiusaukset), basierend auf Leben und Tod des finnischen Erweckungspredigers Paavo Ruotsalainen. Die Oper ist mit Chorälen durchsetzt, die auf Johann Sebastian Bach zurückverweisen und gleichzeitig an die afro-amerikanischen Spirituals erinnern, die mit ähnlicher Absicht Michael Tippett in seinem Oratorium A Child of our Time verwendet hatte. Die Oper hat bislang mehr als 500 Aufführungen weltweit erlebt, so kam sie 1983 auch an der Metropolitan Opera in New York heraus. Vielfach wird sie als Finnlands charakteristischste Nationaloper betrachtet.
1963 wurde Kokkonen mit der finnischen Auszeichnung Akademiker geehrt und 1968 mit dem Musikpreis des Nordischen Rates ausgezeichnet. 1973 erhielt er zusammen mit Witold Lutosławski den Wihuri-Sibelius-Preis.